# 梅夏涅区
梅夏涅区（羅馬化：Meshchanskiy rayon）是莫斯科市中央行政区下辖的区，面积4.60平方公里，2010年人口58,002。该区位于中国城以北，特维尔区以东，红村区以西，北边是东北行政区。它与庞坦结成友好城市。名称来源于波兰语 miasto（城市）。